# Iwona Sroka
Iwona Katarzyna Sroka (ur. 16 grudnia 1970) – polska menedżerka i ekonomistka. W latach 2009–2017 prezes zarządu Krajowego Depozytu Papierów Wartościowych. Od 2018 członek zarządu Murapol SA, od 2024 prezes Rady Giełdy Papierów Wartościowych w Warszawie.

## Życiorys
Absolwentka Szkoły Głównej Handlowej w Warszawie, gdzie w 1999 uzyskała stopień doktora nauk ekonomicznych na podstawie pracy pt. „Proces wykształcania się giełd towarowych w Polsce w świetle możliwości rozwoju rynku opcyjnego”. 
W latach 90. XX w. pracowała w Ministerstwie Przekształceń Własnościowych, Instytucie Rynku Wewnętrznego i Konsumpcji, Warszawskiej Grupie Konsultingowej oraz Warszawskiej Giełdzie Towarowej. W latach 2000–2009 pracowała na Giełdzie Papierów Wartościowych w Warszawie jako doradca zarządu, a następnie dyrektor Biura Komunikacji Marketingowej.
W 2009 objęła stanowisko prezesa zarządu Krajowego Depozytu Papierów Wartościowych (KDPW). Podczas sprawowania przez nią tej funkcji wprowadzono w spółce nowy system depozytowo-rozliczeniowy (kdpw_stream). Ze struktur KDPW wydzielono też izbę rozliczeniową KDPW_CCP – nowej spółce powierzono funkcje rozliczeniowe oraz zarządzanie ryzykiem i zabezpieczeniami. 
Od stycznia 2018 pełni funkcję członka zarządu firmy deweloperskiej Murapol SA. 
W latach 2017–2018 zasiadała w radach nadzorczych Skarbiec TFI oraz Skarbiec Holding, a w latach 2017–2022 – w radzie nadzorczej Zakładu Ubezpieczeń Społecznych. W lutym 2024 powołana w skład rady nadzorczej GPW.

### Działalność społeczno-polityczna
W latach 2009–2017 była członkiem Rady Dyrektorów Europejskiego Stowarzyszenia Centralnych Depozytów Papierów Wartościowych (ECSDA) oraz Rady ds. Systemu Płatniczego przy Narodowym Banku Polski.
W październiku 2011 objęła funkcję wiceprezydenta Pracodawców Rzeczypospolitej Polskiej, a w październiku 2015 została powołana w skład Rady Dialogu Społecznego, gdzie zasiadała w zespole problemowym ds. polityki gospodarczej i rynku pracy oraz w zespole problemowym ds. ubezpieczeń społecznych. Wcześniej była członkiem Rady Dialogu Społecznego (w latach 2011–2015).
Była jednym z Ambasadorów Równości w Biznesie w ramach realizowanego przez Ministerstwo Pracy i Polityki Społecznej projektu pt. „Równość kobiet i mężczyzn w procesach podejmowania decyzji ekonomicznych – narzędziem zmiany społecznej", w partnerstwie merytorycznym z Biurem Pełnomocnika Rządu do Spraw Równego Traktowania.
Aktualnie jest członkiem komitetu doradczego „AESTIMATIO, the IEB Journal of Finance” – wydawnictwa naukowego Instituto de Estudios Bursatiles (Hiszpania){{subst:fd}}.

### Działalność naukowa
W latach 1994–2010 była wykładowcą akademickim w Szkole Głównej Handlowej w Warszawie w Katedrze Zarządzania Przedsiębiorstwem przy Kolegium Zarządzania i Finansów. 
Od 2010 jest adiunktem w Katedrze Gospodarki Narodowej na Wydziale Zarządzania Uniwersytetu Warszawskiego. Prowadzi wykłady z zakresu funkcjonowania rynków kapitałowych, instrumentów zarządzania ryzykiem i relacji inwestorskich. 
Autorka kilku publikacji książkowych, referatów naukowych i artykułów w zakresie zarządzania przedsiębiorstwem, instrumentów finansowych oraz rynku kapitałowego.
Była inicjatorką i pomysłodawczynią Kongresu Rynku Kapitałowego – dorocznego spotkania teoretyków i praktyków rynku kapitałowego, organizowanego od 2012 przez KDPW, KDPW_CCP oraz Uniwersytet Warszawski.

### Nagrody i odznaczenia
- W 2019 r. znalazła się w zestawieniu 25 filarów rynku kapitałowego Gazety Giełdy i Inwestorów „Parkiet”.
- W 2018 r. znalazła się w prestiżowym wydawnictwie „The World's Most Influential People in Market Structure” (Patrick L. Young) wśród osób mających największy wpływ na rozwój rynków kapitałowych na świecie.
- W 2017 r. znalazła się w rankingu Gazety Finansowej „25 TOP Menedżerów w Finansach”[15].
- W 2016 r. magazyn Home & Market wyróżnił Iwonę Srokę tytułem Menedżer Roku 2015[16].
- W czerwcu 2016 r. otrzymała wyróżnienie Filar Rynku Kapitałowego, przyznane przez Stowarzyszenie Inwestorów Indywidualnych[17].
- W maju 2016 r. znalazła się w rankingu Gazety Giełdy Parkiet „TOP10 Kobiet Rynku Kapitałowego”[18].
- W październiku 2015 r. znalazła się wśród 10 najbardziej wpływowych kobiet w polskich finansach według Raportu „Kobiety w finansach 2015”, opracowanego przez Instytut Innowacyjna Gospodarka na zlecenie inicjatywy „Znane Ekspertki” pod osobistym patronatem wiceminister finansów i pełnomocnik rządu ds. edukacji finansowej Izabeli Leszczyny oraz pod patronatem Polskiej Izby Ubezpieczeń i Związku Banków Polskich[19].
- W 2015 r. wyróżniona przez Gazetę Giełdy Parkiet nagrodą „Byki i Niedźwiedzie” za szczególny wkład w rozwój polskiego rynku kapitałowego[20].
- W 2014 r. uzyskała tytuł „Najlepszego menedżera roku” magazynu Bloomberg Businessweek Polska[21].
- W latach 2010, 2011 i 2012 otrzymała wyróżnienie w plebiscycie tygodnika Gazeta Finansowa „Perły Polskiego Biznesu”, czyli Najbardziej Przedsiębiorcze Kobiety w Polsce[22].
- Cztery razy z rzędu (w latach 2012–2015) znalazła się w pierwszej dziesiątce rankingu „50. Najbardziej Wpływowych Kobiet w Polsce” oraz w 2011 na 23. pozycji wśród „100 Najważniejszych Osób w Polskich Finansach” organizowanym przez miesięcznik Home and Market[23].
- W listopadzie 2012 r. zajęła 3. miejsce wśród najlepszych menedżerek w Polsce według tygodnika Wprost[24].
- W 2011 r. znalazła się na liście „30 najbardziej pożądanych osobistości polskiego biznesu, które wyróżnia charyzma i osiągnięcia zawodowe” czasopisma Brief[25].
- W październiku 2011 r. w rankingu „Tiaras of Management”, została sklasyfikowana na 31. miejscu na liście 50. najwybitniejszych polskich kobiet menadżerów czasopisma Polish Market[26].